# Luisa Satanela
Luisa Satanela (Turín, Italia, 1894 - Obidos, 1974) o Paola María Luisa Oliva fue una reconocida actriz y cantante vedette italiana, precursora del teatro de revista.
En 1916 el empresario Luis Gallardo le propone viajar a Lisboa, Portugal para presentar su show musical y es allí donde la actriz y cantante pronto es acogida por el público para convertirse en una superestrella que no tardó mucho en aparecer en las revistas más prestigiosas de Portugal.

## Vida y carrera
Caracterizándose por su vanguardismo, funda junto con su esposo la compañía Satanella-Amarante en el teatro Avenida de Lisboa. Ganando fama y popularidad en varias revistas como "Miss Diabo" y "Agua-pe" quienes publicaron grandes ejemplares con la imagen de la luminaria. 
Años más tarde, comienza a introducir la coreografía en sus espectáculos. 
Siendo su gracia y elegancia lo que atraía a la audiencia después del éxito de la obra " Alegría das hortas", Luisa Satanela se convirtió en una de las vedette y artistas de teatro de revista más reconocidas de la época en Portugal.
En 1931, finalmente se divorcia de Amarante y deja su casa. 
Terminando su etapa dentro de la compañía Satanela-Amarante, María Luisa comienza su carrera como actriz independiente presentando "El canto de la cigarra" ganando rápidamente la aceptación del público para convertirse en uno de los éxitos de la actriz. 
Con eventos de lujo, presentaciones y producciones a cargo de "Madame Martin", Paola María Luisa Oliva demostró su lugar en el público generando sucesivamente grandes y populares éxitos como "Areias de Portugal" (1932), "Pernas ao Leu" (1933) y "Loja do Povo e Sardinha Assada".
En 1935 regresó de nuevo a Brasil para formar parte del elenco de la revista "Victoria", "Travessa da espera" y la que sería su última revista "Baños de Sol" en 1945 en el teatro María Victoria.
Reaparece en la restauración de la "Conde Barão" y el "Passarinho da Ribeira" misma que sería su última aparición en escena.